# Hannu Mikkola
Hannu Olavi Mikkola (Joensuu, 24 mei 1942 - 25 februari 2021) was een Fins rallyrijder. Zijn carrière hierin strekte zich uit over vier decennia en hij was in de jaren zeventig en tachtig een van de voornaamste rijders in het wereldkampioenschap rally. Hij droeg bij aan de revolutie van vierwielaandrijving in de rallysport, als een van de fabrieksrijders in de Audi Quattro, een auto waarmee hij in het 1983 seizoen op 41-jarige leeftijd wereldkampioen werd, waarmee hij in deze categorie de oudste is.
Mikkola won ook zeven keer de Rally van Finland, een record dat hij deelt met landgenoot Marcus Grönholm. Hij heeft daarnaast vier overwinningen in de Rally van Groot-Brittannië op zijn naam staan. In totaal won hij tussen 1974 en 1987 achttien WK-rally's.

## Carrière

#### 1963-1980

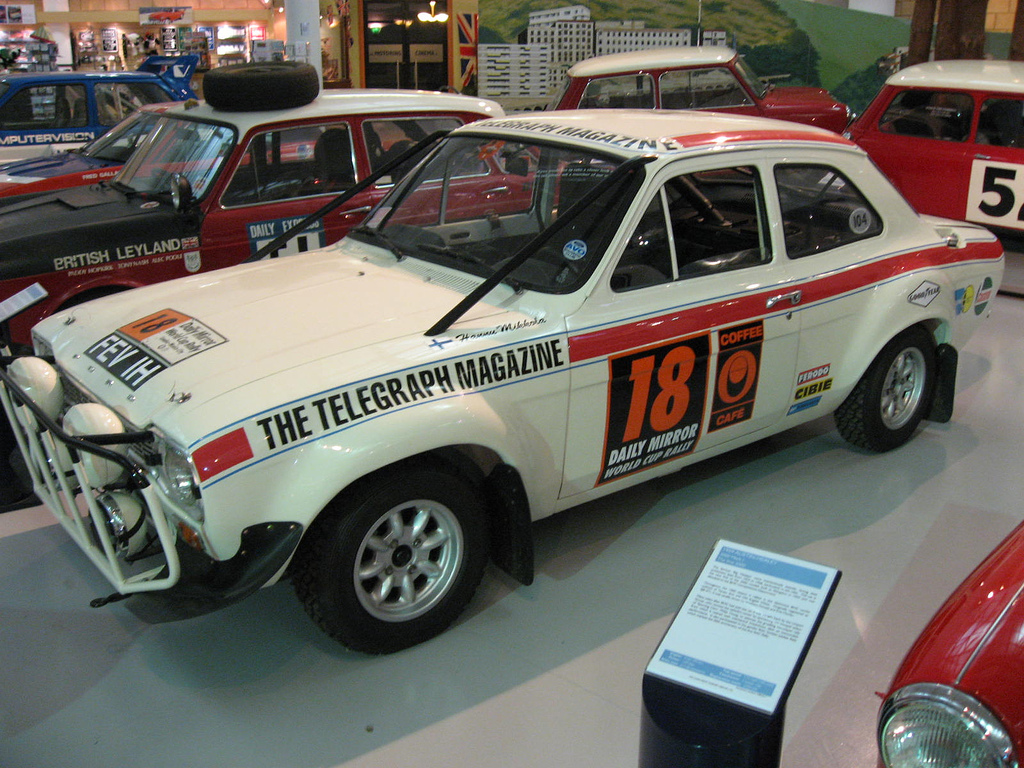
Mikkola's Ford Escort uit 1970, waarmee hij de London to Mexico World Cup Rally op naam schreef

Hannu Mikkola zat eerst in het navigatorsstoeltje voordat hij in 1963 zelf achter het stuur kroop van een Volvo PV544. Met Volvo's reed Mikkola een aantal jaar lang naar goede resultaten toe, waardoor hij uiteindelijk gecontracteerd zou worden door Ford, waarmee achter het stuur van de Ford Escort in 1968, 1969 en 1970 de Rally van Finland wist te winnen. In het laatstgenoemde jaar schreef hij samen met de ervaren Zweedse navigator Gunnar Palm ook de London to Mexico World Cup Rally op zijn naam, toentertijd een van de grootste marathon-rallyevenementen ter wereld. Het duo Mikkola-Palm werden in 1972 ook de eerste Europese winnaars van de Safari Rally, welke op dat moment een ronde was van het internationaal kampioenschap voor constructeurs. Met de introductie van het wereldkampioenschap rally in het 1973 seizoen, werd Mikkola een van de voornaamste rijders in dit kampioenschap. Nog steeds in een Ford Escort greep hij naar zijn eerste WK-rally overwinning in Finland, in het kampioenschap in 1974. Hij deed in de jaren zeventig veel gastoptredens voor verschillende fabrieksteams en bezorgde onder andere Toyota hun eerste WK-overwinning in Finland in 1975. In het 1979 seizoen werd er voor het eerst een apart kampioenschap opengesteld in het WK voor de rijders, en opnieuw actief voor Ford, vocht Mikkola dat jaar de titelstrijd uit met teamgenoot Björn Waldegård, die hem met slechts een punt verschil verschalkte in het uiteindelijke klassement. In het 1980 seizoen had Mikkola wederom geen exclusief contract bij één merk, maar eindigde met zijn resultaten bij elkaar desondanks tweede in het rijderskampioenschap doch weliswaar op grote achterstand van Fiat-fabrieksrijder 
en kampioen Walter Röhrl. Datzelfde jaar werd Mikkola benaderd door het Duitse Audi, die op dat moment slechts nog een schim waren in de rallysport, maar zich op de achtergrond bezighielden met een revolutionaire techniek voor de sport in de vorm van vierwielaandrijving.

#### 1981-1991: Audi en Mazda

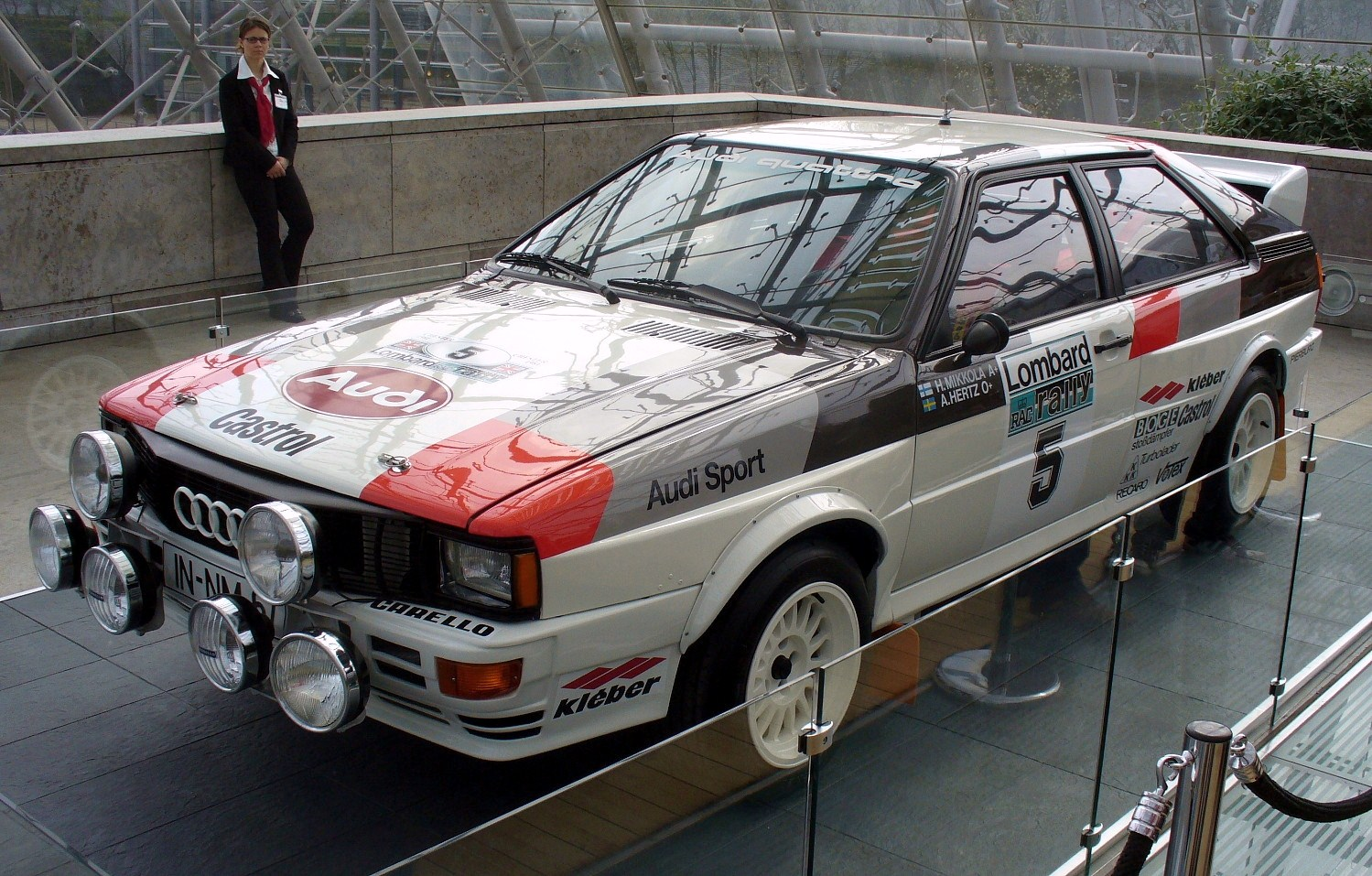
Mikkola's Audi quattro waarmee hij de Rally van Groot-Brittannië won in 1981

Vanaf het 1981 seizoen maakte Mikkola deel uit van het Audi collectief die dat jaar de Audi quattro in het WK introduceerden. De auto was vanaf het eerste moment competitief, maar tegelijkertijd met zijn nieuwe mechaniek ook technisch kwetsbaar. Mikkola speelde een belangrijke rol in de ontwikkeling van de auto naarmate deze betrouwbaarder werd en was ook de eerste rijder die er in het WK mee zou winnen, in een dominant optreden in Zweden in 1981, waar het voordeel van vierwielaandrijving volledig werd gerechtvaardigd. Een ongelukkig verloop van zijn 1982 seizoen door veelal mechanische pech bracht hem de rol als steunpilaar voor de titelkansen van teamgenoot Michèle Mouton, die uiteindelijk verloren zouden gaan aan de consistentere Walter Röhrl uitkomend voor Opel. Hij won dat jaar wel twee WK-rally's en hielp mee aan Audi's eerste wereldtitel die het zou behalen bij de constructeurs. In het 1983 seizoen kwam de grootste competitie vanuit Lancia en hun Rally 037, een auto die qua techniek recht tegenover Audi's quattro stond, met rijders Röhrl en Markku Alén. Mikkola won maar liefst vier keer dat jaar, maar werd ook menigmaal getraineerd door de techniek van zijn quattro. In Finland zorgde opnieuw een technisch probleem ervoor dat hij ver buiten de top honderd geklasseerd was, maar Mikkola wist zich desondanks tijdens de resterende proeven terug te vechten tot de eerste plaats en daarmee de overwinning over de streep te trekken. In Groot-Brittannië ontbrak Lancia aan de start en wist Mikkola door daar tweede te eindigen zijn eerste wereldtitel op zijn naam te schrijven, dit terwijl hij inmiddels in leeftijd de veertig was gepasseerd.

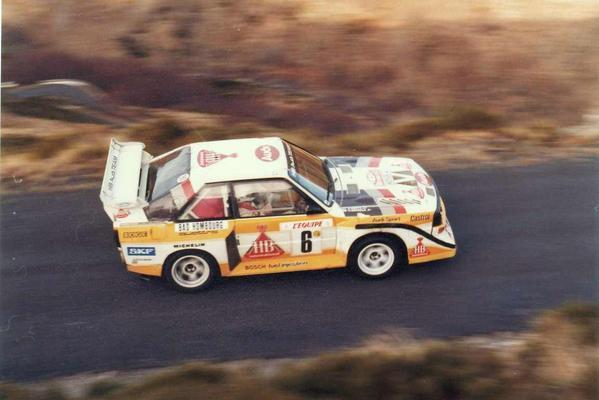
Mikkola actief voor Audi in de hoogtij dagen van Groep B, hier tijdens de Rally van Monte Carlo in 1986

Het 1984 seizoen zag Mikkola een sterke start meemaken, met als hoogtepunt een overwinning in Portugal. In het restant van het seizoen moest hij echter in resultaten onderdoen aan die van Stig Blomqvist, die dat jaar met de titel aan de haal zou gaan; Mikkola daarin geklasseerd als tweede. In 1985 bemoeide Mikkola zich minder in het kampioenschap, maar was op de achtergrond belangrijk voor de ontwikkeling van de Audi Sport quattro E2 (tweede evolutie), die hij in juli van dat jaar met een overwinning in de Olympus Rally in de Verenigde Staten zou debuteren. Dit was Audi's ultieme antwoord op de razendsnelle ontwikkeling die de toenmalige Groep B-reglementen met zich mee brachten en bijvoorbeeld een concurrend team als Peugeot met hun 205 T16 uit het niets tot de te kloppen auto maakte in 1985. Mikkola behaalde met deze auto nog een podium resultaat als derde tijdens de 1986 editie van de Rally van Monte Carlo, maar niet lang daarna werd de Groep B klasse na een serie van dodelijke ongevallen verboden voor competitie en trok Audi zich ook tijdelijk terug uit het kampioenschap. Kortstondig terugkerend onder Groep A reglementen won Mikkola voor Audi in het 1987 seizoen nog de Safari Rally, daarmee de eerste rijder die dat met een vierwielaangedreven auto wist te doen.
Nadat Audi de rallyactiviteiten had beëindigd, koos Mikkola voor een overstap naar Mazda, het team dat met de 323 4WD probeerde een prominente rol te vergaren in de vroege jaren van Groep A competitie in de rallysport. Bijna won hij met hen Rally van Groot-Brittannië in het 1988 seizoen, toen hij echter in het zicht van de finish in leidende positie uit de rally zou verongelukken. Mikkola was met Mazda nog tot en met het 1991 seizoen actief, maar de Japanse constructeur wist in dit tijdsbestek nooit een plaats tussen de top te bereiken en stopten na afloop van dat seizoen hun activiteiten hierin. 
Mikkola besloot zijn eigen rally-carrière met een zevende plaats in de WK-ronde van Finland, in het 1993, in een gastoptreden voor Toyota.

#### Latere jaren
Mikkola herenigde zich later met Gunnar Palm tijdens het 25-jarig jubileum van hun overwinning in de London to Mexico World Cup Rally en in een optreden met zijn zoon Juha tijdens de London-Sidney Marathon in 2000, beide achter het stuur van een Ford Escort. In september 2008 was hij een van de ex-wereldkampioenen die deelnam aan de Colin McRae Forest Stages, vernoemd naar de gelijknamige rallyrijder die in 2007 overleed. Heel sporadisch liet Mikkola zich in zijn laatste jaren  nog zien bij een historische rally of autosportshow.

## Complete resultaten in het wereldkampioenschap rally
| Seizoen | Inschrijving                | Auto                    | 1       | 2       | 3       | 4       | 5       | 6       | 7       | 8       | 9       | 10      | 11      | 12      | 13      | 14    | Pos. | Punten |
| ------- | --------------------------- | ----------------------- | ------- | ------- | ------- | ------- | ------- | ------- | ------- | ------- | ------- | ------- | ------- | ------- | ------- | ----- | ---- | ------ |
| 1973    | Ford Motor Co Ltd.          | Ford Escort RS1600      | MON 4   | ZWE     | POR     | KEN DNF |         | GBR DNF | FRA     |         | N/A     | N/A     |         |         |         |       |      |        |
| 1973    | Marshalls East Africa Ltd.  | Peugeot 504             |         | MAR DNF | GRI     | POL     |         |         |         |         | N/A     | N/A     |         |         |         |       |      |        |
| 1973    | Oy Volvo-Auto AB            | Volvo 142               |         |         |         |         |         |         |         |         | N/A     | N/A     |         |         |         |       |      |        |
| FIN DNF | OOS                         | ITA                     | VST     |         |         |         |         |         |         |         |         |         |         |         |         |       |      |        |
| 1974    | Marshalls East Africa Ltd.  | Peugeot 504             | POR     | KEN DNF |         |         | N/A     | N/A     |         |         |         |         |         |         |         |       |      |        |
| 1974    | Ford Motor Co Ltd.          | Ford Escort RS1600      |         | FIN 1   | ITA     | CAN     | N/A     | N/A     | VST     | GBR DNF | FRA     |         |         |         |         |       |      |        |
| 1975    | Fiat S.p.A.                 | Abarth Fiat 124 Rally   | MON 2   | ZWE DNF |         |         | POR 2\| |         |         | N/A     | N/A     |         |         |         |         |       |      |        |
| 1975    | Marshalls East Africa Ltd.  | Peugeot 504             |         |         | KEN DNF | GRI     |         |         |         | N/A     | N/A     |         |         |         |         |       |      |        |
| 1975    | Automobiles Peugeot         | Peugeot 504             |         |         | MAR 1   |         |         |         |         | N/A     | N/A     |         |         |         |         |       |      |        |
| 1975    | Team Toyota                 | Toyota Corolla          |         |         | FIN 1   | ITA     | FRA     |         |         | N/A     | N/A     |         |         |         |         |       |      |        |
| 1975    | Team Toyota                 | Toyota Celica\|         |         |         | GBR DNF |         |         |         |         | N/A     | N/A     |         |         |         |         |       |      |        |
| 1976    | Opel Euro Händler Team      | Opel Kadett GT/E        | MON DNF | ZWE     |         |         |         |         |         |         |         |         |         |         |         |       | N/A  | N/A    |
| 1976    | Toyota Team Europe          | Toyota Corolla          |         |         | POR DNF |         | GRI DNF |         |         |         |         |         |         |         |         |       | N/A  | N/A    |
| 1976    | Toyota Team Europe          | Toyota Celica 2000GT    |         |         |         |         |         |         | FIN 3   | ITA     |         | GBR DNF |         |         |         |       | N/A  | N/A    |
| 1976    | Marshalls East Africa Ltd.  | Peugeot 504 V6 Coupé    |         |         |         | KEN DNF |         |         |         |         |         |         |         |         |         |       | N/A  | N/A    |
| 1976    | Automobiles Peugeot         | Peugeot 504 V6 Coupé    |         |         |         |         | MAR DNF |         |         |         |         |         |         |         |         |       | N/A  | N/A    |
| 1976    | Automobiles Peugeot         | Peugeot 104 ZS          |         |         |         |         |         |         |         |         | FRA 10  |         |         |         |         |       | N/A  | N/A    |
| 1977    | Toyota Team Europe          | Toyota Corolla          | MON     | ZWE DNF |         |         |         |         |         |         |         |         |         |         |         |       | N/A  | N/A    |
| 1977    | Toyota Team Europe          | Toyota Celica 2000GT    |         |         | POR DNF |         |         | GRI DNF | FIN DNF | CAN     | ITA     | FRA     | GBR 2   |         |         |       | N/A  | N/A    |
| 1977    | Marshalls East Africa Ltd.  | Peugeot 504             |         |         |         | KEN DNF | NZL     |         |         |         |         |         |         |         |         |       | N/A  | N/A    |
| 1978    | Ford Motor Co Ltd.          | Ford Escort RS1800      | MON     | ZWE 2   | POR 2   | KEN     | GRI     | FIN DNF | CAN     | ITA     | IVK     | FRA     |         |         |         |       | N/A  | N/A    |
| 1978    | Eaton Yale                  | Ford Escort RS1800      |         |         |         |         |         |         |         |         |         |         | GBR 1   |         |         |       | N/A  | N/A    |
| 1979    | Ford Motor Co Ltd.          | Ford Escort RS1800      | MON 5   | ZWE 5   | POR 1   |         |         |         | FIN 2   | ITA     | CAN     | FRA     | GBR 1   |         |         |       | 2    | 111    |
| 1979    | Rothmans                    | Ford Escort RS1800      |         |         |         |         | GRI DNF |         |         |         |         |         |         |         |         |       | 2    | 111    |
| 1979    | Masport                     | Ford Escort RS1800      |         |         |         |         |         | NZL 1   |         |         |         |         |         |         |         |       | 2    | 111    |
| 1979    | Daimler-Benz                | Mercedes 450 SLC 5.0    |         |         |         | KEN 2   |         |         |         |         |         |         |         | IVK 1   |         |       | 2    | 111    |
| 1980    | Esso                        | Porsche 911 SC          | MON DNF |         |         |         |         |         |         |         |         |         |         |         |         |       | 2    | 64     |
| 1980    | Hannu Mikkola               | Ford Escort RS1800      |         | ZWE 4   |         |         |         |         |         |         |         |         |         |         |         |       | 2    | 64     |
| 1980    | Rothmans Rally Team         | Ford Escort RS1800      |         |         | POR DNF |         | GRI 5   |         |         |         | ITA 3   | FRA     |         |         |         |       | 2    | 64     |
| 1980    | Eaton Yale                  | Ford Escort RS1800      |         |         |         |         |         |         |         |         |         |         | GBR 2   |         |         |       | 2    | 64     |
| 1980    | Daimler-Benz                | Mercedes 450 SLC 5.0    |         |         |         | KEN DNF |         |         |         |         |         |         |         |         |         |       | 2    | 64     |
| 1980    | Daimler-Benz                | Mercedes 500 SLC        |         |         |         |         |         | ARG 2   |         | NZL 3   |         |         |         | IVK 2   |         |       | 2    | 64     |
| 1980    | Toyota Team Europe          | Toyota Celica 2000GT    |         |         |         |         |         |         | FIN DNF |         |         |         |         |         |         |       | 2    | 64     |
| 1981    | Audi Sport                  | Audi quattro            | MON DNF | ZWE 1   | POR DNF | KEN     | FRA DNF | GRI EX  | ARG     | BRA     | FIN 3   | ITA 4   | IVK     | GBR 1   |         |       | 3    | 62     |
| 1982    | Audi Sport                  | Audi quattro            | MON 2   | ZWE 16  | POR DNF | KEN     | FRA DNF | GRI DNF | NZL DNF | BRA DNF | FIN 1   | ITA 2   | IVK DNF | GBR 1   |         |       | 3    | 70     |
| 1983    | Audi Sport                  | Audi quattro A1         | MON 4   | ZWE 1   | POR 1   | KEN 2   |         |         |         |         |         |         |         |         |         |       | 1    | 125    |
| 1983    | Audi Sport                  | Audi quattro A2         |         |         |         |         | FRA DNF | GRI DNF | NZL DNF | ARG 1   | FIN 1   | ITA DNF | IVK 2   | GBR 2   |         |       | 1    | 125    |
| 1984    | Audi Sport                  | Audi quattro A2         | MON 3   | ZWE     | POR 1   | KEN 3   | FRA     | GRI 2   | NZL 3   | ARG 2   |         |         | IVK 2   |         |         |       | 2    | 104    |
| 1984    | Audi Sport UK               | Audi quattro A2         |         |         |         |         |         |         |         |         |         |         |         | GBR 2   |         |       | 2    | 104    |
| 1984    | Audi Sport                  | Audi Sport quattro      |         |         |         |         |         |         |         |         | FIN DNF | ITA     |         |         |         |       | 2    | 104    |
| 1985    | Audi Sport                  | Audi Sport quattro      | MON     | ZWE 4   | POR     | KEN DNF | FRA     | GRI     | NZL     | ARG     |         |         |         |         |         |       | 22   | 10     |
| 1985    | Audi Sport                  | Audi Sport quattro E2   |         |         |         |         |         |         |         |         | FIN DNF | ITA     | IVK     | GBR DNF |         |       | 22   | 10     |
| 1986    | Audi Sport                  | Audi Sport quattro E2   | MON 3   | ZWE     | POR     | KEN     | FRA     | GRI     | NZL     | ARG     | FIN     | IVK     | ITA     | GBR     | VST     |       | 18   | 12     |
| 1987    | Audi Sport                  | Audi 200 quattro        | MON     | ZWE     | POR     | KEN 1   | FRA     | GRI 3   | VST     | NZL     | ARG     | FIN DNF | IVK     | ITA     | GBR     |       | 8    | 32     |
| 1988    | Mazda Rally Team Europe     | Mazda 323 4WD           | MON DNF | ZWE     | POR 4   |         |         | GRI DNF | VST     | NZL     | ARG     | FIN DNF | IVK     | ITA     | GBR DNF |       | 31   | 10     |
| 1988    | GM Euro Sport               | Opel Kadett GSI         |         |         |         | KEN DNF | FRA     |         |         |         |         |         |         |         |         |       | 31   | 10     |
| 1989    | Mazda Rally Team Europe     | Mazda 323 4WD           | ZWE     | MON 4   | POR     | KEN     | FRA     | GRI     | NZL     | ARG     | FIN DNF | AUS     | ITA     | IVK     | GBR 9   |       | 27   | 12     |
| 1990    | Mazda Rally Team Europe     | Mazda 323 4WD           | MON DNF | POR 6   | KEN     | FRA     | GRI     | NZL     | ARG     |         |         |         |         |         |         |       | 34   | 6      |
| 1990    | Mazda Rally Team Europe     | Mazda 323 GTX           |         |         |         |         |         |         |         | FIN DNF | AUS     | ITA     | IVK     | GBR DNF |         |       | 34   | 6      |
| 1991    | Mazda Rally Team Europe     | Mazda 323 GTX           | MON DNF | ZWE 7   | POR DNF | KEN     | FRA     | GRI 8   | NZL     | ARG     | FIN DNF | AUS     | ITA     | IVK     | SPA     | GBR 7 | 25   | 11     |
| 1993    | 555 Subaru World Rally Team | Subaru Legacy RS        | MON     | ZWE DNF | POR     | KEN     | FRA     | GRI     | ARG     | NZL     |         |         |         |         |         |       | 40   | 4      |
| 1993    | Toyota Castrol Team         | Toyota Celica Turbo 4WD |         |         |         |         |         |         |         |         | FIN 7   | AUS     | ITA     | SPA     | GBR     |       | 40   | 4      |

Noot:
- Het concept van het wereldkampioenschap rally tussen 1973 en 1976 hield in dat er enkel een kampioenschap open stond voor constructeurs.
- In 1977 en 1978 werd de FIA Cup for Drivers georganiseerd. Hierin meegerekend alle WK-evenementen, plus tien evenementen buiten het WK om.

#### Overwinningen
| #  | Seizoen | Rally                                 | Navigator      | Auto                 |
| -- | ------- | ------------------------------------- | -------------- | -------------------- |
| 1  | 1974    | 24th 1000 Lakes Rally                 | John Davenport | Ford Escort RS1600   |
| 2  | 1975    | 18ème Rallye du Maroc                 | Jean Todt      | Peugeot 504          |
| 3  | 1975    | 25th 1000 Lakes Rally                 | Atso Aho       | Toyota Corolla       |
| 4  | 1978    | 34th Lombard RAC Rally                | Arne Hertz     | Ford Escort RS1800   |
| 5  | 1979    | 13º Rallye de Portugal Vinho do Porto | Arne Hertz     | Ford Escort RS1800   |
| 6  | 1979    | 10th Motogard Rally of New Zealand    | Arne Hertz     | Ford Escort RS1800   |
| 7  | 1979    | 35th Lombard RAC Rally                | Arne Hertz     | Ford Escort RS1800   |
| 8  | 1979    | 11ème Rallye Côte d'Ivoire            | Arne Hertz     | Mercedes 450 SLC 5.0 |
| 9  | 1981    | 31st International Swedish Rally      | Arne Hertz     | Audi quattro         |
| 10 | 1981    | 37th Lombard RAC Rally                | Arne Hertz     | Audi quattro         |
| 11 | 1982    | 32nd 1000 Lakes Rally                 | Arne Hertz     | Audi quattro         |
| 12 | 1982    | 38th Lombard RAC Rally                | Arne Hertz     | Audi quattro         |
| 13 | 1983    | 33rd International Swedish Rally      | Arne Hertz     | Audi quattro A1      |
| 14 | 1983    | 17º Rallye de Portugal Vinho do Porto | Arne Hertz     | Audi quattro A1      |
| 15 | 1983    | 3º Marlboro Rally Argentina           | Arne Hertz     | Audi quattro A2      |
| 16 | 1983    | 33rd 1000 Lakes Rally                 | Arne Hertz     | Audi quattro A2      |
| 17 | 1984    | 18º Rallye de Portugal Vinho do Porto | Arne Hertz     | Audi quattro A2      |
| 18 | 1987    | 35th Marlboro Safari Rally            | Arne Hertz     | Audi 200 quattro     |